# Ari Pargendler
Ari Pargendler ComMM (11 de outubro de 1944, Passo Fundo) é um professor e magistrado brasileiro, ex-ministro e ex-presidente do Superior Tribunal de Justiça, onde ingressou em 19 de junho de 1995 e que presidiu entre 3 de setembro de 2010 e 31 de outubro de 2012. Aposentou-se em 15 de setembro de 2014.

## Biografia
Nasceu em 11 de outubro de 1944, na cidade de Passo Fundo, de família de origem judaica . Formou-se em direito pela Universidade Federal do Rio Grande do Sul em 1968. 
No STJ, ocupou vaga reservada à Justiça Federal. Ingressou na magistratura federal em 1976, e em 1989 tornou-se juiz no Tribunal Regional Federal da 4ª Região. Havia antes atuado como advogado, entre 1969 e 1972, quando foi nomeado procurador da república. Nesses quatro anos, chegou à procurador-chefe da Procuradoria Regional da República do Rio Grande do Sul.
Em 1978, assumiu a direção do foro da Seção Judiciária do Rio Grande do Sul. Em 1980, atuou no Tribunal Regional Eleitoral daquele estado. É também professor licenciado da Faculdade de Direito da Universidade Federal do Rio Grande do Sul, em Porto Alegre.
Integrou o Tribunal Superior Eleitoral, de 2005, como substituto, a 2008, já como efetivo, período em que assumiu a Corregedoria-Geral da Justiça Eleitoral, comandando a preparação das eleições municipais de 2008. O então presidente do TSE, ministro Carlos Ayres Britto, afirmou sobre Pargendler: “Era para todos nós uma âncora cognitiva, com domínio incomum de toda a legislação eleitoral”.
No CJF, foi coordenador-geral da Justiça Federal, no período de agosto de 2003 a junho de 2005. Nesse papel, coordenou grupo de estudos sobre precatórios, do qual resultou a implantação de um sistema que agilizou os pagamentos de precatórios e RPVs (requisições de pequeno valor) provenientes de decisões judiciárias de todo o Brasil. Também iniciou a unificação das tabelas processuais da Justiça Federal para padronizar a busca de informações, projeto depois adotado em todo o Judiciário  por meio do Conselho Nacional de Justiça. Pargendler iniciou ainda a implantação da Autoridade Certificadora do Judiciário (AC-Jus), que confere autenticidade a documentos eletrônicos editados pelo Poder, e criou o Sistema Nacional de Estatísticas da Justiça Federal.
Ainda nesse período, Pargendler foi admitido em março de 2005 pelo presidente Luiz Inácio Lula da Silva à Ordem do Mérito Militar no grau de Comendador especial.
Foi acusado de ofender e humilhar o estagiário do STJ, Marco Paulo dos Santos, em outubro de 2010. Supostamente, quando dentro de uma agência bancária no STJ, o ministro teria se irritado com a proximidade do estagiário, que estava atrás dele na fila do caixa automático, e avançado contra o mesmo gritando: “Sou Ari Pargendler, presidente do STJ, e você está demitido, está fora daqui!” — tendo sido o estagiário logo após dispensado.
O processo foi arquivado a pedido do então procurador-geral da República, Roberto Gurgel, pelo ministro Celso de Mello.